# Kecamatan Pekalongan Utara
Kecamatan Pekalongan Utara är ett distrikt i Indonesien.   Det ligger i provinsen Jawa Tengah, i den västra delen av landet, 300 km öster om huvudstaden Jakarta.